# مكملات الحديد
مكملات الحديد تُعرف أيضا باسم أملاح الحديد و حبوب الحديد وهي عدد من تركيبات الحديد المستخدمة لتعويض ومنع نقص الحديد في الدم بما في ذلك فقر الدم الشديد الناتج عن نقص الحديد. يوصى باستخدامه الوقائي فقط عند الأشخاص الذين يعانون من سوء الامتصاص، غزارة الطمث، الحمل، الديال الدموي, نظام غذائي منخفض الحديد. يستخدم وقائياً أيضاً للأطفال ذو وزن الولادة المنخفض. تؤخذ عن طريق الفم، حقن بالوريد ,وحقن بالعضلات. بينما تظهر الفوائد خلال أيام يحتاج الجسم لشهرين على الأقل ليعود الحديد لمستواه الطبيعي.
الأعراض الجانبية الشائعة تتضمن الإمساك، وجع البطن, براز داكن، واسهال. أعراض جانبية أخرى, فرط حمل الحديد, التسمم بالحديد. أملاح الحديد المستخدمة كمكملات عن طريق الفم هي فومارات الحديد الثنائي، غلوكونات الحديد الثنائي , سكسينات الحديد الثنائي، وكبريتات الحديد الثنائي. الأنواع المحقونة تتضمن ديكستران الحديد وسكروز الحديد. تعمل عن طريق تزويد الجسم بالحديد اللازم لتكون كريات الدم الحمر.
بدأ استخدام الحديد طبياً منذ ما لا يقل عن سنة 1681 وأُنتج تركيبة سهلة الاستخدام في سنة 1832. أنه ضمن قائمة الأدوية الأساسية النموذجية لمنظمة الصحة العالمية, أكثر الأدوية المحتاجة فعالية وأماناً في نظام الرعاية الصحية. أملاح الحديد متوافرة كأدوية مكافئة وأدوية متاحة بدون وصفة. تبلغ تكلفته بالجملة في العالم النامي من 0.05 ل 0.63 دولار أمريكي كل شهر. في الولايات المتحدة الأمريكية تبلغ كلفة العلاج الشهرية أقل من 25 دولار أمريكي . رغم توافر التركيبات بطيئة التحرير للدواء إلا أنها غير موصى بها.

## الاستعمال الطبي
مكملات الحديد تستخدم لعلاج عوز الحديد وفقر الدم الناجم عن عوز الحديد, الحديد بالوريد يمكن استخدامه أيضاً لعوز الحديد الوظيفي، بحيث تكون متطلبات الحديد أكبر من قدرة الجسم على التزويد بها مثل حالات الالتهاب.المعيار الرئيسي يعتمد على التحري عن وجود أسباب أخرى لفقر الدم مثل عوز فيتامين ب12/حمض الفوليك ,نتيجة أدوية أو بسبب سموم أخرى مثل الرصاص, كما في كثير من الأحيان يحدث فقر الدم كنتيجة لعدد من الأسباب اللأساسية.فقر الدم الناجم عن عوز الحديد يكون ذو كريات دم حمر صغيرة وقليلة الأصباغ.عادةً, في المملكة المتحدة يتم تجربة الأدوية التي تؤخذ عن طريق الفم قبل الوريد. ما لم يكن هنالك حاجة لرد فعل سريع، وجود حساسية مفرطة سابقة للحديد إذا أُخذ عن طريق الفم، أو فشل في الاستجابة للعلاج.مقارنة بالحديد الذي يؤخذ عن طريق الفم، فإن الحديد الذي يؤخذ بالوريد يقلل من الحاجة لنقل الدم ولكن يزيد من خطر الإصابة بالعدوى. في مراجعة لمؤسسة كوكرين عام 2015 وجد أن أخذ مكملات الحديد عن طريق الفم يومياً خلال الحمل يقلل من خطر الإصابة الأم بفقر الدم، بينما آثار ذلك على الرضيع ونتائج الحمل للأم كانت غير واضحة. وأظهرت مراجعة أخرى أن الجرعات على فترات متقطعة (لمكملات الحديد) أدت لنتائج مشابهة للأم والرضيع لتلك التي نتجت من أخذ الحديد يومياً وكانت مرتبطة مع أعراض جانبية أقل.برغم ذلك فإن الدليل ضعيف.
الرياضيون
يستفيد الرياضيون من مكملات الحديد لأنهم معرضون لخطر أعلى لنقص الحديد، لكن الظروف تختلف بينهم ويجب أن تحدد الجرعة بناءً على فحص مستوى الفيريتين، بما أنه في بعض الحالات تكون هذه المكملات ضارة.

## الأعراض الجانبية
الأعراض الجانبية المرافقة لأخذ الحديد عن طريق الفم في الأغلب هي الاسهال أو الامساك وألم في المنطقة فوق المعدية.يمكن تقليل الأعراض الجانبية إذا أُخذ بعد الوجبات ولكن هذا يزيد من فرص حدوث تفاعلات مع الأطعمة الأخرى.الأعراض الجانبية تعتمد عى الجرعة، وبذلك يمكن تعديل الجرعات.
يمكن للمريض أن يلاحظ أن برازه سيصبح داكن.وهذا غير مؤذي إطلاقاً, ولكن يجب إخبار المريض عنه كي لا يشكل له مصدر قلق غير ضروري.إذا أعطيت مكملات الحديد على شكل سائل، قد تتلون الأسنان لكن بشكل غير دائم (يمكن تنجب هذا باستخدام قشة عند شربه).الحقن العضلي قد يكون مؤلم، وقد يلاحظ تلون المنطقة باللون البني.العلاج باستخدام كبريتات الحديد الثنائي يرافقه نسبة حدوث أعلى للأعراض الجانبية مقارنة بمركب هيدروكسيد بوليمالتوز الحديد الثنائي أو ممخلب ثنائي جلايسين الحديد.
فرط حمل الحديد يعد من أحد الأسباب الرئيسية المؤدية للوفاة بواسطة عامل سام عند الأطفال الأصغر من 6 سنوات.
التسمم بالحديد قد يسبب الوفاة أو أمراض على كل من المدى القريب والبعيد.
خطر العدوى
يعمل الفيريتين المرتفع (بروتين طور حاد) في العدوى الحادة عن طريق عزل الحديد عن البكتيريا، لذلك يعتقد أنه من الأفضل تجنب مكملات الحديد(لأنها تعيق هذه العملية) عن الأشخاص المصابين بعدوى بكتيرية حادة.نادراً ما يستمر العلاج إلا في الحالات الطارئة التي لا يمكن انتظار معالجة العدوى فيها.
وجدت بعض الدراسات ان مكملات الحديد قد تؤدي لزيادة أمراض العدوى في المناطق التي تنتشر فيها العدوى البكتيرية.كمثال، ظهر أن الأطفال الذين يتناولون أطعة غنية بالحديد معدلات الاسهال لديهم أعلى ولديهم ممراض معوية أكثر من غيرهم.عوز الحديد يحمي من العدوى عن طريق توفير بيئة غير مناسبة لنمو البكتيريا.بالرغم من ذلك، قد يؤدي عوز الحديد لتقليل مقاومة الجسم لأنواع أخرى من الفيروسات والبكتيريا، مثل سلمونيلة تيفية فأرية أو الأميبا الحالة للنسج.إجمالاً, من الصعب تحديد إذا ما كانت مكملات الحديد ستكون مفيدة أو ضارة لأي شخص في البيئات المليئة بأمراض العدوى، لكن هذا مختلف تماماً عن الأشخاص المصابين أصلاً بالعدوى.
الأطفال الذين يعيشون في مناطق معرضة لعدوى الملاريا لديهم احتمالية كبيرة للإصابة بفقر الدم.يعتقد أن إعطاء هؤلاء الأطفال مكملات الحديد قد يزيد من خطر إصابتهم بالملاريا.في مراجعة منهجية لمؤسسة كوكرين عام 2016 وجدت دليل جيد يفيد بأن إعطاء مكملات الحديد للأطفال لا يزيد من خطر إصابتهم بالملاريا.

## مضادات الاستطباب
هذا يعتمد على النوع المستخدم.وجود فرط تحسس لأي مكوّن أو استخدامه في حالات فقر الم الناتج عن أسباب أخرى غير نقص الحديد هو مضاد استطباب لكل الأنواع.بعضها يمكن استخدامه لنقص الحديد فقط، وبعضها يتطلب استخدامه وجود فقر دم عند المريض.ويمنع استخدام بعضها في حالات التهاب المفاصل الروماتويدي.
فرط حمل الحديد
بعض الأشخاص لسبب جيني هم أكثر عرضة من غيرهم لفرط امتصاص الحديد، تسمى هذه الحالة داء الاصطباغ الدموي الوراثي.من بين 400 شخص يوجد شخص واحد فقط يحمل جين متماثل الزيجوت لهذه الصفة الوراثية ومن بين كل 10 أشخاص يوجد شخص واحد فقط يحمل جين متخالف الزيجوت. يجب على كل من هذين النوعين الامتناع عن أخذ مكملات الحديد.

## تفاعلات
يكوّن الحديد عديم الهيم مركب غير ذائب مع العديد من الأدوية مما يؤدي لتقليل امتصاص كل من الحديد وهذه الأدوية ومنها تيتراسايكلن، بنيسيلامين، مثيلدوبا، ليفودوبا، بيسفوسفونات والكوينولون.وقد يحدث هذا مع العناصر الموجودة في الأطعمة مثل الكالسيوم.يكون امتصاص الحديد أفضل في الظروف الحمضية لذلك يقل امتصاصه في حال أخذت مضادات الحموضة معه بشكل متزامن.
كما تقلل الكثير من المواد الأخرى امتصاص الحديد عديم الهيم أيضاً مثل العفص الموجود في بعض الأطعمة مثل الشاي والبلميط منشاري، حمض الفيتيك, والنخالة. النباتيون المتزمتون بشكل خاص معروضون لخطر عالي للإصابة بعوز الحديد بسبب احتواء نظامهم الغذائي على كميات محدودة من الحديد الذي يكون إضافةً إلى ذلك بالشكل قليل الامتصاص إلى جانب المواد التي تقلل من امتصاص الحديد أصلاً.[بحاجة لمصدر]
أخذ الحديد بعد الوجبات يقلل الأعراض الجانبية ولكن يقلل أيضاً من امتصاصه بسبب تغير حامضية المعدة والتفاعلات المحتملة مع الطعام.عادةً, ينصح بفصل الحديد عن الأدوية الأخرى لمدة تترواح بين 2-3 ساعات، لكن هذا غير مقنع للمريض وقد يؤثر على التزامه بهذه المكملات.